# جهان من
«جهان من» (به انگلیسی: My Universe) ترانه‌ای انگلیسی و کره‌ای‌زبان از گروه راک بریتانیایی کلدپلی و گروه پاپ کره‌ای بی‌تی‌اس است. این ترانه در ۲۴ سپتامبر ۲۰۲۱، توسط پارلفون و آتلانتیک رکوردز، به‌عنوان دومین تک‌آهنگ رسمی از نهمین آلبوم استودیویی کلدپلی، موسیقی کیهانی منتشر شد.

## عملکرد تجاری
«جهان من» در صدر ۱۰۰ آهنگ داغ بیلبورد قرار گرفت و به ششمین صدرنشینی بی‌تی‌اس و دومین صدرنشینی کلدپلی پس از «زنده‌باد زندگی» (۲۰۰۸) در ایالات متحده تبدیل شد. این تک‌آهنگ همچنین اولین قطعه از همکاری دو گروه مجزا بود که شمارهٔ یک این جدول شد و نخستین ترانه از یک گروه بریتانیایی در تاریخ ایالات متحده بود که بلافاصله پس از انتشار به رتبهٔ یک دست یافت.
این تک‌آهنگ در جدول تک‌آهنگ‌های بریتانیا سوم شد و دومین دانلود هفتهٔ اول را در سال ۲۰۲۱ داشت. این ترانه در نهایت، به پردانلودترین ترانهٔ سال از یک گروه در این کشور تبدیل شد. این قطعه همچنین در مجارستان، مالزی و سنگاپور اول شد؛ در ده رتبهٔ نخست استرالیا، بلژیک، کانادا، هند، ایرلند و کرهٔ جنوبی و و بیست رتبهٔ نخست دوازده کشور دیگر از جمله آلمان، هلند، نروژ و نیوزیلند قرار گرفت.

## فهرست قطعات
سی‌دی تک‌آهنگ
- جهان من – ۳:۵۰
- جهان من (اینسترومنتال) – ۳:۴۹

## عوامل
توضیحات برگرفته از یوتیوب است.
- کلدپلی – هنرمند اصلی
  - گای بریمن – بیس، کیبورد، ریمیکسر (میکس سوپرنوا ۷)
  - جانی باکلند – گیتار، کیبورد
  - ویل چمپیون – درامز، پرکاشن
  - کریس مارتین – آواز، کیبورد
- بی‌تی‌اس – هنرمند همراه، آواز
- امبر استرادر – آواز کمکی
- جیکوب کالیر – آواز کمکی
- بیل راکو – کیبورد، برنامه‌نویسی، تهیه‌کنندگی، آواز کمکی
- دنیل گرین – کیبورد، برنامه‌نویسی، تهیه‌کنندهٔ کمکی
- مکس مارتین – کیبورد، برنامه‌نویسی، تهیه‌کنندگی، آواز کمکی
- اسکار هولتر – گیتار، کیبورد، برنامه‌نویسی، تهیه‌کنندگی
- پی‌داگ – مهندسی ضبط صدا، مهندسی تولید
- رندی مریل – مسترینگ
- ریک سیمپسون – تهیه‌کنندهٔ کمکی
- تیت مک‌داول – آواز کمکی
- دریم تیم – تهیه‌کنندهٔ کمکی
- سربان گنیا – مهندسی میکس
- مایکل ایلبرت – مهندسی
- جان هینس – مهندسی
- میگل لارا – مهندسی
- اما مارکس – دستیار مهندسی
- دانکن فولر – دستیار مهندسی
- کانر پانایی – دستیار مهندسی

## جدول‌ها
| جدول (۲۰۲۱)                                         | بالاترین موقعیت |
| --------------------------------------------------- | --------------- |
| آرژانتین (۱۰۰ آهنگ داغ آرژانتین)                    | ۳۶              |
| استرالیا (ای‌آرآی‌ای)                                 | ۷               |
| اتریش (او۳ تاپ ۴۰ اتریش)                            | ۲۹              |
| بلژیک (اولتراتاپ ۵۰ فلاندرز)                        | ۷               |
| بلژیک (اولتراتاپ ۵۰ والونیا)                        | ۶               |
| بولیوی (دیده‌بان لاتین)                              | ۹               |
| بلغارستان (پروفون)                                  | ۹               |
| کانادا (۱۰۰ تک‌آهنگ داغ کانادا)                      | ۹               |
| سی‌اچ‌آر/۴۰ برتر کانادا (بیلبورد)                     | ۴۳              |
| سی‌آی‌اس (تاپ‌هیت)                                     | ۳۳              |
| کلمبیا (پروموزیکا)                                  | ۹               |
| کاستاریکا (فونوتیکا)                                | ۳               |
| کرواسی (ای‌آرسی ۱۰۰)                                 | ۵               |
| جمهوری چک (۱۰۰ آهنگ برتر رادیو)                     | ۴               |
| جمهوری چک (۱۰۰ تک‌آهنگ برتر دیجیتال)                 | ۲۳              |
| دانمارک (ترک‌لیستن)                                  | ۱۳              |
| جمهوری دومینیکن (سودینپرو)                          | ۳۵              |
| السالوادور (دیده‌بان لاتین)                          | ۶               |
| فرانسه (اس‌ان‌ئی‌پی)                                   | ۳۳              |
| آلمان (جدول‌های رسمی آلمان)                          | ۱۳              |
| جهانی ۲۰۰ (بیلبورد)                                 | ۱               |
| یونان (آی‌اف‌پی‌آی)                                    | ۲۵              |
| مجارستان (۴۰ تک‌آهنگ برتر رادیویی)                   | ۱۸              |
| مجارستان (۴۰ تک‌آهنگ برتر)                           | ۱               |
| ایسلند (پلوتوتیزیندی)                               | ۱۴              |
| هند (آی‌ام‌آی)                                        | ۳               |
| اندونزی (بیلبورد)                                   | ۱۶              |
| ایرلند (آی‌آرام‌ای)                                   | ۱۰              |
| ایتالیا (اف‌آی‌ام‌آی)                                  | ۲۹              |
| ژاپن (۱۰۰ آهنگ داغ ژاپن)                            | ۳               |
| ژاپن (تک‌آهنگ‌های ترکیبی اوریکون)                     | ۱۱              |
| لبنان (اوال‌تی۲۰)                                    | ۲۰              |
| لیتوانی (آگاتا)                                     | ۱۶              |
| لوکزامبورگ (بیلبورد)                                | ۲۲              |
| مالزی (آرآی‌ام)                                      | ۱               |
| مکزیک (آمپروفون)                                    | ۵               |
| مکزیک ایرپلی (بیلبورد)                              | ۲               |
| هلند (۴۰ آهنگ برتر هلند)                            | ۹               |
| هلند (۱۰۰ تک‌آهنگ برتر)                              | ۲۰              |
| نیوزیلند (آرام‌ان‌زد)                                 | ۱۷              |
| نروژ (وی‌جی-لیستا)                                   | ۱۴              |
| پاناما (پرودیوس)                                    | ۳               |
| پرو (اونیمپرو)                                      | ۱               |
| فیلیپین (بیلبورد)                                   | ۱۴              |
| لهستان (۱۰۰ آهنگ برتر ایرپلی لهستانی)               | ۵               |
| پرتغال (ای‌اف‌پی)                                     | ۲۱              |
| رومانی (ایرپلی ۱۰۰)                                 | ۴۲              |
| ایرپلی روسیه (تاپ‌هیت)                               | ۸۰              |
| سنگاپور (آرآی‌ای‌اس)                                  | ۱               |
| اسلواکی (۱۰۰ آهنگ برتر رادیو)                       | ۲               |
| اسلواکی (۱۰۰ تک‌آهنگ برتر دیجیتال)                   | ۱۷              |
| آفریقای جنوبی (آرآی‌اس‌ای)                            | ۴۸              |
| کرهٔ جنوبی (گائون)                                   | ۲               |
| اسپانیا (پرومیوزیکائه)                              | ۶۳              |
| سوئد (فهرست برترین‌های سوئد)                         | ۱۹              |
| سوئیس (جدول موسیقی سوئیس)                           | ۱۱              |
| تک‌آهنگ‌های بریتانیا (اوسی‌سی)                         | ۳               |
| اروگوئه (دیده‌بان لاتین)                             | ۱۲              |
| ۱۰۰ آهنگ داغ بیلبورد ایالات متحده                   | ۱               |
| معاصر بزرگسالان ایالات متحده (بیلبورد)              | ۱۶              |
| ۴۰ تک‌آهنگ برتر بزرگسالان ایالات متحده (بیلبورد)     | ۸               |
| ترانه‌های داغ راک و آلترناتیو ایالات متحده (بیلبورد) | ۱               |
| ۴۰ ترانهٔ جریان اصلی برتر ایالات متحده (بیلبورد)     | ۱۸              |
| راک ایرپلی ایالات متحده (بیلبورد)                   | ۱۰              |
| ۱۰۰ آهنگ برتر رولینگ استون ایالات متحده             | ۱               |
| ویتنام (۱۰۰ آهنگ داغ ویتنام)                        | ۴               |

| جدول (۲۰۲۱)                                         | موقعیت |
| --------------------------------------------------- | ------ |
| بلژیک (اولتراتاپ فلاندرز)                           | ۸۰     |
| بلژیک (اولتراتاپ والونیا)                           | ۸۰     |
| جهانی ۲۰۰ (بیلبورد)                                 | ۱۵۴    |
| مجارستان (۴۰ تک‌آهنگ برتر)                           | ۴۳     |
| ایسلند (پلوتوتیزیندی)                               | ۸۴     |
| هلند (۴۰ تک‌آهنگ برتر هلند)                          | ۵۳     |
| لهستان (۱۰۰ آهنگ برتر ایرپلی لهستانی)               | ۸۵     |
| کرهٔ جنوبی (گائون)                                   | ۹۲     |
| سوئیس (جدول موسیقی سوئیس)                           | ۹۴     |
| ترانه‌های داغ راک و آلترناتیو ایالات متحده (بیلبورد) | ۱۸     |

## گواهی‌نامه‌ها و فروش‌ها
| منطقه                      | گواهی      | واحدهای گواهی‌شده/فروش‌ها |
| -------------------------- | ---------- | ----------------------- |
| استرالیا (آی‌آرآی‌ای)        | پلاتین     | ۷۰٬۰۰۰                  |
| اتریش (آی‌اف‌پی‌آی اتریش)     | طلا        | ۱۵٬۰۰۰                  |
| کانادا (میوزیک کانادا)     | پلاتین × ۲ | ۱۶۰٬۰۰۰                 |
| دانمارک (آی‌اف‌پی‌آی دانمارک) | طلا        | ۴۵٬۰۰۰                  |
| آلمان (بی‌وی‌ام‌آی)           | طلا        | ۲۰۰٬۰۰۰                 |
| ایتالیا (اف‌آی‌ام‌آی)         | پلاتین     | ۱۰۰٬۰۰۰                 |
| لهستان (زدپی‌ای‌وی)          | طلا        | ۲۵٬۰۰۰                  |
| پرتغال (ای‌اف‌پی)            | پلاتین     | ۱۰٬۰۰۰                  |
| کرهٔ جنوبی                  | —          | ۴٬۹۶۶                   |
| اسپانیا (پروموزیکای)       | طلا        | ۳۰٬۰۰۰                  |
| بریتانیا (بی‌پی‌آی)          | طلا        | ۴۰۰٬۰۰۰                 |
| ایالات متحده               | —          | ۲۸۷٬۰۰۰                 |
| استریم                     |            |                         |
| مکزیک                      | —          | ۱۴۰٬۰۰۰٬۰۰۰             |

## تاریخچهٔ انتشار
| منطقه        | تاریخ           | قالب                  | نسخه             | ناشر     | منبع    |
| ------------ | --------------- | --------------------- | ---------------- | -------- | ------- |
| مختلف        | ۲۴ سپتامبر ۲۰۲۱ | دانلود دیجیتال استریم | اصلی             | پارلفون  | [ ۹۶ ]  |
| مختلف        | ۲۴ سپتامبر ۲۰۲۱ | دانلود دیجیتال استریم | اینسترومنتال     | پارلفون  | [ ۹۷ ]  |
| ایتالیا      | ۲۴ سپتامبر ۲۰۲۱ | رادیو هیت معاصر       | اصلی             | وارنر    | [ ۹۸ ]  |
| مختلف        | ۲۷ سپتامبر ۲۰۲۱ | دانلود دیجیتال استریم | آکوستیک          | پارلفون  | [ ۹۹ ]  |
| مختلف        | ۲۷ سپتامبر ۲۰۲۱ | دانلود دیجیتال استریم | میکس سوپرنوا ۷   | پارلفون  | [ ۱۰۰ ] |
| ایالات متحده | ۲۸ سپتامبر ۲۰۲۱ | رادیو هیت معاصر       | اصلی             | آتلانتیک | [ ۱۰۱ ] |
| روسیه        | ۲۹ سپتامبر ۲۰۲۱ | رادیو هیت معاصر       | اصلی             | پارلفون  | [ ۱۰۲ ] |
| ایالات متحده | ۵ اکتبر ۲۰۲۱    | آلترناتیو رادیو       | اصلی             | آتلانتیک | [ ۱۰۳ ] |
| مختلف        | ۱۸ اکتبر ۲۰۲۱   | دانلود دیجیتال استریم | ریمیکس شوگا      | پارلفون  | [ ۱۰۴ ] |
| مختلف        | ۵ نوامبر ۲۰۲۱   | دانلود دیجیتال استریم | ریمیکس گالانتیس  | پارلفون  | [ ۱۰۵ ] |
| مختلف        | ۱۹ نوامبر ۲۰۲۱  | دانلود دیجیتال استریم | ریمیکس دیوید گتا | پارلفون  | [ ۱۰۶ ] |